# 豊郷郵便局
豊郷郵便局（とよさとゆうびんきょく）
- 滋賀県犬上郡豊郷町にある郵便局。本記事にて記述する。

豊郷簡易郵便局（とよさとかんいゆうびんきょく）
- 北海道沙流郡日高町にある簡易郵便局。局番号は90831。

豊郷郵便局（とよさとゆうびんきょく）は、滋賀県犬上郡豊郷町にある郵便局。民営化前の分類では集配特定郵便局であった。

## 概要
住所：〒529-1199 滋賀県犬上郡豊郷町石畑204-2

## 沿革
- 1901年（明治34年）3月10日 - 石畑（いしばたけ）郵便受取所として開設[1]。
- 1905年（明治38年）4月1日 - 石畑郵便局（三等）となる。
- 1911年（明治44年）8月16日 - 豊郷郵便局に改称。
- 1970年（昭和45年）6月26日 - 電話交換、和文電報配達、欧文電報配達および国際電報配達の各業務を愛知川電報電話局に移管[2]。
- 2007年（平成19年）10月1日 - 民営化に伴い、併設された郵便事業彦根支店豊郷集配センターに一部業務を移管。
- 2012年（平成24年）10月1日 - 日本郵便株式会社発足に伴い、郵便事業彦根支店豊郷集配センターを豊郷郵便局に統合。

## 取扱内容
- 郵便、印紙、ゆうパック、内容証明
- 貯金、為替、振替、振込、国際送金、国債
- 生命保険、バイク自賠責保険
- ゆうちょ銀行ATM
- 彦根市内の一部地域および犬上郡豊郷町全域（〒529-11xx区域）の集配業務

## 周辺
- 豊郷駅
- 豊郷町役場
- 豊郷町立豊郷小学校
- 豊郷病院
- 滋賀県道219号豊郷停車場線
- 滋賀県道542号安食西八目線

## アクセス
- 近江鉄道本線 - 豊郷駅から北へ200m（徒歩約5分）
- 愛のりタクシー（予約制） 豊郷病院停留所下車
- 名神高速道路 - 湖東三山SICから北西へ約7km、彦根ICから南西へ約8km
- 駐車場あり：4台